# Grand Promenade
 Il Grand Promenade è un complesso di grattacieli costituito da cinque torri ad Hong Kong. Le torri 2, 3 e 5, che sono tutte interconnesse e elencate come un grattacielo unico dalla società di dati immobiliari Emporis,  sono state costruite nel 2005 e hanno 66 piani ciascuna; ogni torre è alta 219 metri. Anche le Torri 1 e 6 sono state costruite nel 2005 e hanno 63 piani ciascuna, con un'altezza totale di 213 metri. L'intero complesso, noto anche come Sai Wan Ho Harbour Plaza, è stato sviluppato da Henderson Land Development e dalla sua consociata, Hongkong e Yaumati Ferry Co Ltd. L'edificio è composto interamente da unità abitative e contiene 2.020 appartamenti.

## Storia
Henderson Land ha vinto una gara per un sito a Sai Wan Ho per Grand Promenade nel gennaio 2001.

### La disputa sugli spazi
Sei mesi dopo l'apertura del cantiere, lo sviluppatore ha richiesto e ottenuto l'autorizzazione ad escludere il capolinea dei trasporti pubblici dalla superficie lorda del piano di costruzione.  L'effetto è stato quello di consentire l'aggiunta di 10.700 metri quadrati al progetto e raddoppiare il numero di appartamenti da 1.008 a 2.020, costando al governo di HK $ 125   milioni di entrate perse.
Nel novembre 2005, la Commissione di audit ha accusato Leung di non aver conferito con altri dipartimenti governativi prima di esercitare il suo potere discrezionale, consegnando allo sviluppatore un ulteriore HK $ 3,2   miliardi. Leung ha presentato un controllo giurisdizionale. Le due parti hanno raggiunto un accordo nel maggio 2006, quando il commissario ha abbandonato il procedimento giudiziario e Leung ha abbandonato il controllo giurisdizionale.

## Edifici del complesso
| Posizione | Nome                | nome cinese      | Altezza (m) | Conteggio dei piani |
| --------- | ------------------- | ---------------- | ----------- | ------------------- |
| 1         | Grand Promenade 2—5 | 嘉亨灣第二至五座 | 219         | 66                  |
| 2         | Grand Promenade 1   | 嘉亨灣第一座     | 213         | 63                  |
| 2         | Grand Promenade 6   | 嘉亨灣第六座     | 213         | 63                  |